# 기동전사 건담
《기동전사 건담》(일본어: 機動戦士ガンダム 기도센시 간다무[*], 영어: Mobile Suit Gundam, First Gundam, Gundam 0079 또는 Gundam '79)은 일본의 로봇 애니메이션으로, 선라이즈가 제작하였다. 텔레비전 애니메이션으로 1979년부터 나고야 TV 방송에서 방영되었다. 건담 시리즈의 시초가 되는 작품이다. 이 시리즈 이후 제작되어 가는 《건담 시리즈》의 첫 작품이라는 점에서 초대 건담(初代ガンダム), 퍼스트 또는 퍼스트 건담(ファースト(ガンダム))으로 불리기도 한다.
토미노 요시유키감독의 대표작이며 당시 혁신적인 시도로 인해 방영 이후 일본 사회 및 여러 서브 컬쳐에게 큰 영향을 남겼다. 리얼 로봇물의 시초가 되는 작품.
뉴타입이라는 개념을 도입해 전쟁의 참혹함과 인류 소통의 중요성을 일깨워주는 메시지로 그 작품성을 널리 인정받고 있다.
건담 연작물에서 우주세기를 배경으로 하는 작품 중, 우주세기 전기 전쟁사의 일년 전쟁을 배경으로 한다.

## 작품 개요
선라이즈에서 제작했으며 나고야 TV에서 1979.4.7 ~ 1980.1.26까지 방영되었다. 초기에 시청률이 부진하여 43화로 조기 종영이 되었으나 이후 후반부부터 시청률이 상승하여 애니메이션의 내용을 요약한 3부작 극장판까지 나오게 된다.

## 줄거리
지구에서 더 이상 살 수 없게 된 인류는 연방 정부라는 통일 정부를 형성하여 대규모 우주 이민 사업을 진행하였고 달과 지구 사이의 '라그랑제 포인트(라그랑주점)'에 스페이스 콜로니를 건설하여 살게 되었다. 하지만 모든 인류가 우주에서 살게 된 것은 아니었다. 약 8할의 인구는 우주로 이민을 갔지만 상위 2할의 인구는 지구에 남게 되었다. 전자는 스페이스 노이드, 후자는 어스 노이드라고 불리며 스페이스 노이드들이 스페이스 콜로니에서 자주적으로 살게 되었음에도 불구하고 실질적인 자치권은 연방 정부에 있기 때문에 둘 사이의 갈등이 심화되게 된다. 그러던 중, 지구에서 가장 멀리 떨어진 사이드 3의 정치가이자 사상가인 지온 즘 다이쿤이 우주에 나선 인류의 진화를 촉구하며 자치권을 요구하는 뉴타입 론, 지오니즘을 제창하게 된다. 지온 즘 다이쿤은 우주세기 58년, 사이드 3 지온 공화국의 독립을 선포한다. 하지만 지온 공화국의 독립은 지구 연방 정부의 동의가 없었기 때문에 스페이스 노이드들과 어스 노이드들의 갈등은 심화된다. 지온 즘 다이쿤은 독립가로서의 성과를 인정 받아 지온 공화국의 수상이 되었으나, 우주세기 68년에 급사를 하게 된다. 공식적인 사인은 과로였으나 암살이라는 소문도 파다한 가운데, 지온 즘 다이쿤의 오른팔이자 지온 공화국의 2인자, 그리고 온건했던 지온 즘 다이쿤과 달리 급진적인 정치 견해를 가지게 되었던 데긴 소도 자비가 수상의 자리에 오르게 되었다. 하지만 이후 데긴 소도 자비를 위시한 자비 가문은 지온 공화국의 유일한 독재 가문으로 자리잡게 되며, 지오니즘의 사상을 곡해하며 자신들의 독재를 공고히하는 동시에 모빌수츠의 개발을 통해 군사력을 키우게 된다. 마침내 우주세기 79년 1월 3일, 자비 가문이 독재하는 지온 공국은 지구 연방 정부에 대해 선전포고를 하게 된다. 이 선전포고를 한 직후, 지온 공국은 지구궤도 패트롤 함대를 선제 공격, 월면도시 그라나다를 제압, 제압완료 후 사이드 1, 사이드 2, 사이드 4를 기습했으며 다음 날인 1월 4일, 악명 높은 브리티쉬 작전을 감행하게 되면서 일년전쟁의 서막을 열게 된다.
일년 전쟁이 발발하고 지구 연방 정부와 지온 공국간의 전투가 이어지던 와중, 같은 해 9월 18일, 병기로서 지구 연방 정부에서 극비리로 개발을 진행하던 건담 RX-78이 사이드 7에 입항하게 된다. 브리티쉬 작전에서 혁혁한 공을 세우고 젊은 나이에 소령의 계급을 얻게 된 샤아 아즈나블이 이상한 낌새를 눈치채고 사이드 7에 잠입하고, 혼란스러운 와중 민간인이면서 동시에 건담 RX-78-2의 개발자, 팀 레이의 아들인 아무로 레이가 건담 RX-78-2에 탑승하면서 이에 맞서게 된다. 지온 공국의 병기이자 모빌수츠인 자쿠를 압도하는 성능에 샤아 아즈나블은 퇴각하게 되지만 아무로 레이는 이 일을 계기로 페가수스급 강습상륙함인 화이트 베이스의 일원, 그리고 지구연방군의 일원이 된다. 이후 아무로 레이와 샤아 아즈나블은 일종의 라이벌 관계가 되어 전란을 이끌게 된다.

## 등장인물

### 지구연방군
1. 화이트 베이스
  - 아무로 레이
  - 브라이트 노아
  - 세일라 마스
  - 미라이 야시마
  - 프라우 보우
  - 하야토 코바야시
  - 류 호세이
  - 카이 시덴
  - 슬레거 로우
2. 기타
  - 요한 이브라힘 레빌
  - 마틸다 아쟌
  - 우디 말렌
  - 파올로 카시어스
  - 볼프강 왓케인

### 지온공국
1. 샤아 아즈나블및 관련 인물
  - 샤아 아즈나블
  - 라라아 순
  - 드렌
2. 자비 가문
  - 데긴 소도 자비
  - 기렌 자비
  - 도즐 자비
  - 키실리아 자비
  - 가르마 자비
  - 제나 자비
  - 미네바 라오 자비
3. 기타
  - 람바 랄
  - 크라우레 하몬
  - 마 쿠베
  - 지온 줌 다이쿤
  - 검은 삼연성 - 가이아, 오르테가, 맛슈

### 기타
1. - 쿠쿠루스 도안
  - 이셀리나 엣센바하
  - 미하루 라토키에
  - 팀 레이
  - 카마리아 레이
  - 캄란 블룸

## 메카닉
1. 지구 연방군
  - 건담 (모빌슈트) - 건담 RX-78
  - 건캐논
  - 건탱크
  - GM
  - 볼
  - 61식 전차
  - 빅 트레이
2. 지온 공국
  - 걍
  - 겔구그
  - 곡그
  - 구프
  - 돔, 릭돔
  - 앗가이
  - 자쿠
  - 지옹
  - 엘메스

## 주제가

### 오프닝
- <<날아라, 건담!(翔べ! ガンダム)>>

아티스트: 이케다 코우

### 엔딩
- << 영원히 아무로(永遠にアムロ)>>

아티스트: 이케다 코우

## 그 외
- 기동전사 건담의 본편 내용을 요약한 3부작 극장판이 존재한다. - 기동전사 건담 극장판 (1981), 기동전사 건담 극장판 슬픈 전사편 (1981), 기동전사 건담 극장판 해후의 우주편 (1982).
- 토미노 요시유키 감독이 쓴 기동전사 건담 소설이 있다. 총 3권으로 구성되어있으며 애니메이션과는 다른 파격적인 전개를 보인다.
- 기동전사 건담을 배경으로 한 게임이 다수 존재한다. 기동전사 건담 전기 Lost War Chronicles.(機動戦士ガンダム戦記 Lost War Chronicles.),해후의 우주, 기렌의 야망 시리즈, 등등.
- 선라이즈에서 기동전사 건담 20주년을 기념하여 캐릭터 디자이너이자 작화 감독이었던 야스히코 요시카즈가 그린 코믹스 모빌슈트 건담 디 오리진이 있다. 모빌슈트 건담 디 오리진은 기동전사 건담에서 빈약하게 다뤘던 등장인물들의 과거나 뒷배경에 대해 작가 나름의 해석을 보여주고 있는데, 2015년부터 모빌슈트 건담 디 오리진의 과거편에 해당하는 일부 에피소드들을 OVA화 하여 공개하고 있다. 총 감독은 야스히코 요시카즈
- 2009년 기동전사 건담 30주년을 맞아 리얼 사이즈 건담을 일본 오다이바에 세우는 프로젝트가 진행되었다.
- 2013년 8월 28일, TV판 43화 전 편을 수록한 기동전사 건담 블루레이 박스가 발매되었다. 가격은 31,238엔.
- 35주년을 맞아 2015년 7월 12일부터 8월 31일까지 오사카 문화관 덴포잔에서 기동전사 건담 전시회가 진행되었다.

## 같이 보기
- 성장소설
- 건담 (모빌슈트)